# Ледяной лес
«Ледяной лес» (итал.: La foresta di ghiaccio) — итальянский триллер 2014 года режиссёра Клаудио Ноче с Ксенией Раппопорт в главной роли.

## Сюжет
События происходят в городке в заснеженных Альпах где-то на северо-востоке Италии на границе со Словенией, куда приезжает журналистка, а на самом деле детектив Лана, расследующее дела о найденном неподалёку в лесу трупе женщины из Ливии, и подозревающая, что через эти места проходит трафик нелегальных мигрантов из Словении в Западную Европу.

Сюжет имеет больше голливудского, чем европейского колорита. И итальянский режиссер, похоже, максимально усилил его американское сходство: здесь местные жители носят стетсоны и передвигаются на пикапах; герой-мститель — мужчина без имени; а представитель закона (или, если быть точным, женщина-законник) рассказывает о ковбоях и носит бейсболку «Вашингтон Редскинз». Тем временем обстановка включает в себя бар с музыкальным автоматом в стиле кантри и грязный стрип-клуб, которым управляет грозный гангстер.
Оригинальный текст (англ.)feature film has more of a Hollywood than a European ring to it. And the Italian director seems to have milked its American likeness to the max: here, the locals wear Stetsons and move around in pick-up trucks; the avenger-hero is a man with no name; and the lawman (or to be exact, the law-woman) talks about cowboys and wears a Washington Redskins cap. The settings, meanwhile, include a bar with a country-music jukebox and a sleazy strip-club run by a menacing gangster.
— журнал «Hollywood Reporter»

## В ролях
- Ксения Раппопорт — Лана
- Эмир Кустурица — Секондо
- Доменико Диэле — Пиетро
- Адриано Джаннини — Лоренцо
- Мария Роверан — Сандрина
- Ринат Хисматулин — Лазло
- Джованни Вектораццо — Станислав
- Данило Панцери — Аттилио
- Марко Тенти — Манлио
- Адриано Москва — Давид
- Диего Рибон — Дарио
- Стефано Пеллизари — Драгон
- Нусрет Салия — Владан
- Армен Салия — Мирослав

## Фестивали
- 2015 — Серебряная лента — номинации в категориях «Лучшая операторская работа» и «Лучший актёр второго плана» (Адриано Джаннини).
- 2015 — Брюссельский кинофестиваль фантастических фильмов — номинация в категории «Лучший триллер»
- 2014 — Международный кинофестиваль в Токио — номинация на Большой приз «Сакура Токио»
- 2014 — Римский кинофестиваль — показ в рамках секции «Cinema d’Oggi» («Сегодняшнее кино»)

## Рецензии
- Clarence Tsui — The Ice Forest’ (‘La foresta di ghiaccio’): Rome Review // Hollywood Reporter, October 25, 2014
- Guy Lodge — Rome Film Review: ‘The Ice Forest’ // Variety, Oct 29, 2014
- Евгений Ухов — Рецензия на фильм «Ледяной лес» // Фильм.ру, 24 марта 2015